# دانشگاه کالیفرنیا، ارواین
دانشگاه کالیفرنیا، ارواین (به انگلیسی: University of California, Irvine) مشهور به UCI، یک دانشگاه تحقیقاتی دولتی در ارواین واقع در ایالت کالیفرنیا آمریکا است که در سال ۱۹۶۵ میلادی بنیان‌گذاری شده‌است. به نقل از نیویورک تایمز این دانشگاه در سال ۲۰۱۷ رتبهٔ نخست را در میان تمامی دانشگاه‌های ایالات متحده آمریکا به‌عنوان موفق‌ترین دانشگاه برای احقاق رؤیای آمریکایی به‌دست آورد.
این دانشگاه در جنوب شهر لس‌آنجلس منطقهٔ اورنج کانتی ایالت کالیفرنیا واقع شده‌است و در ۴۵ رشته دکترا ارائه می‌دهد. یوسی‌آی سالانه ۴٫۲ میلیارد دلار بر اقتصاد شهر ارواین تأثیر می‌گذارد.

## تأسیس و طراحی
دانشگاه در ۱۹۶۴ توسط لیندون بینز جانسون تأسیس شد و ساختمانهای اولیه آن توسط ویلیام پریرا طراحی گردیدند.

## افتخارات علمی، ورزشی، فرهنگی
در رتبه‌بندی فوربس در سال ۲۰۱۹ میان تمامی دانشگاه‌های کشور آمریکا دانشگاه کالیفرنیا ارواین رتبهٔ اول را با عنوان ارزشمندترین دانشگاه را دریافت نمود.
به نقل از وال استریت ژورنال یو سی آی در مرتبهٔ دوم میان تمامی دانشگاه‌های دنیا از نظر تنوع فرهنگی و نژادی قرار دارد.
اولین دانشکدهٔ حقوق در ایالت کالیفرنیا - جز ۱۰ دانشکدهٔ برتر حقوق آمریکا برپایهٔ تأثیرگذارترین تحقیقات علمی
در سال ۲۰۱۷ رتبهٔ نخست را در میان تمامی دانشگاه‌های ایالات متحدهٔ آمریکا به عنوان موفق‌ترین دانشگاه برای احقاق رؤیای آمریکایی بدست آورد.
یو سی آی در مرتبهٔ ۱۲ دانشگاه برتر میان تمامی دانشگاه‌های عمومی آمریکا قرار دارد.
ثبت ۴ رکورد گینس
از برندگان جایزهٔ نوبل که عضو کادر هیئت علمی این دانشگاه هستند می‌توان به افراد زیر اشاره کرد:
- فرنک شروود رولند (شیمی)
- فردریک رینز (فیزیک)
- اروین رز (زیست‌شناسی)
- ماریو مولینا (شیمی)

رتبهٔ نخست زیباترین و بهترین دانشگاه برای عاشقان ساحل و طبیعت به نقل از مجلهٔ ثروت

## دانشجویان

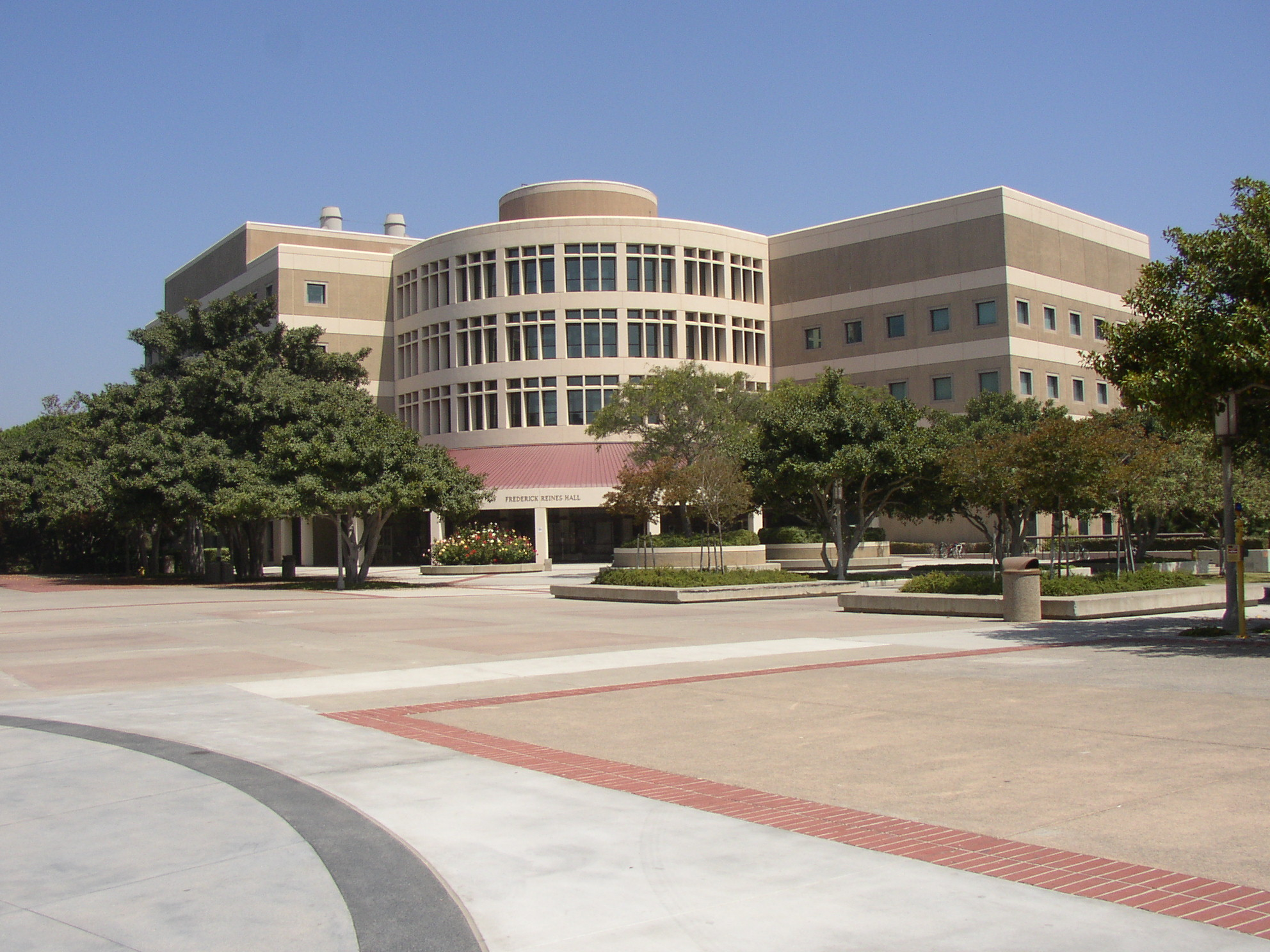
دانشکده فیزیک دانشگاه

این دانشگاه با نزدیک به ۲۸۰۰۰ دانشجو دارای یکی از متنوع‌ترین جمعیت‌های دانشجویی در میان موسسات آموزش عالی آمریکا از نظر نژادی است.
| نژاد                              | درصد  |
| آسیایی تبارها                     | ۵۵٫۳٪ |
| سفیدپوستان (با احتساب خاور میانه) | ۲۱٫۷٪ |
| مکزیکی                            | ۱۱٫۵٪ |
| هیسپانیک                          | ۳٫۶٪  |
| نامشخص                            | ۳٫۵٪  |
| سیاهپوستان                        | ۲٫۰٪  |
| دیگران                            | ۲٫۲٪  |
| سرخ‌پوستان                         | <۱٪   |

## دانش آموختگان
یو سی آی در سال ۲۰۰۵ نزدیک به ۸۵۰۰۰ دانش‌آموخته داشت. در میان مشاهیر این گروه می‌توان به ۳۴ برنده مدال در المپیک اشاره کرد.

## ایران و دانشگاه یوسی‌آی

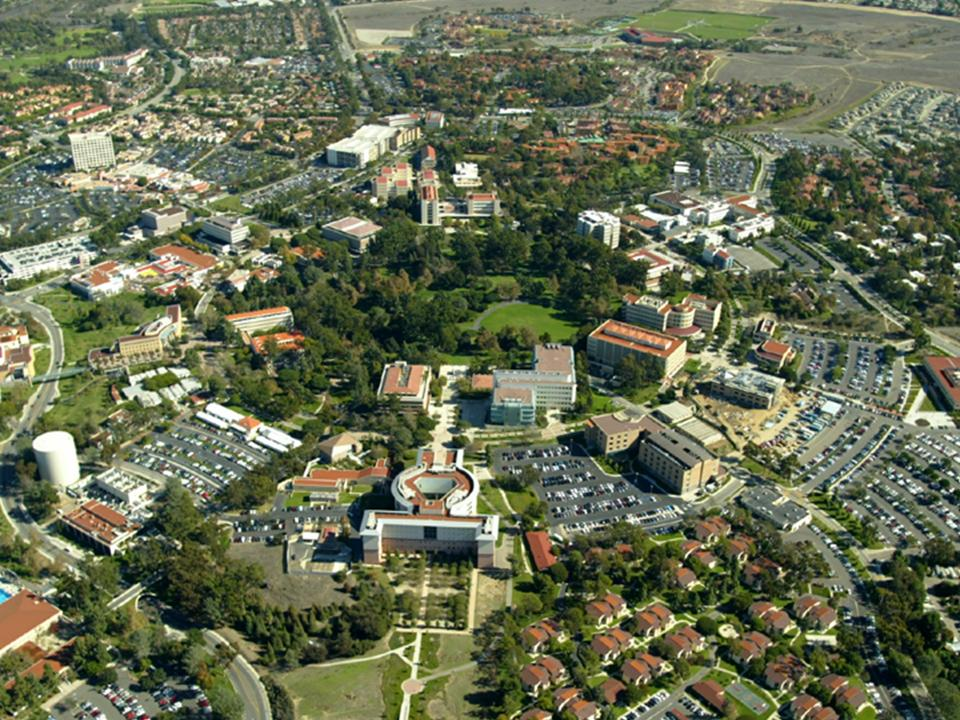
محوطهٔ دانشگاه. ۹ ساختمان اولیه و campus دانشگاه توسط ویلیام پریرا طراحی گردید.

مرکز ایران‌شناسی دانشگاه کالیفرنیا در ارواین در سال ۲۰۰۶ میلادی به همت یک ایرانی-آمریکایی به نام فریبرز مسیح و به نام «ساموئل ام جردن» تأسیس شد. هم‌اکنون مرکز ایران‌شناسی دانشگاه کالیفرنیا در ارواین دارای ۳ کُرس تحصیلی و یک مرکز مطالعاتی در دانشکده علوم انسانی دانشگاه یوسی‌آی است.
از ایرانیان دانش‌آموخته این دانشگاه می‌توان نازنین بنیادی را نام برد.